# زیبانعنای دارویی
زیبانعنای دارویی (نام علمی: Calamintha nepeta) نام یک گونه از سرده نعنای زیبا است.
این گیاه، گونه‌ای نعنای زیبا است با ساقه‌های خیزان به ارتفاع ۲۰ تا ۵۰ سانتی‌متر که معمولاً منشعب و پوشیده از کرک‌های متراکم و گسترده و نرم است و برگ‌های آن دُم‌برگدار و تخم‌مرغی یا گرد و به طول ۱ تا ۳ سانتی‌متر و پوشیده از کرک‌های کوتاه و غده‌های ترشحی نقطه‌ای است و چرخه‌های گل آن دارای ۳ تا ۸ گل و دُم‌گل‌آذین آن دارای انشعاب‌های دوتایی متقابل در محور برگ‌هاست و جام گل آن ۱۲ تا ۱۷ میلی‌متر و صورتی یا ارغوانی و کرک‌دار و با غده‌های ترشحی نقطه‌ای است.